# 種まく旅人 くにうみの郷
『種まく旅人 くにうみの郷』（たねまくたびびと くにうみのさと）は、2015年5月30日公開の日本映画。監督は篠原哲雄、主演は栗山千明。
『種まく旅人』シリーズの第2弾（1作目は『種まく旅人〜みのりの茶〜』、3作目は『種まく旅人〜夢のつぎ木〜』、4作目は『種まく旅人〜華蓮のかがやき〜』）。全国40スクリーンで公開された。

## キャスト
- 神野恵子 - 栗山千明
- 豊島岳志 - 桐谷健太
- 豊島渉 - 三浦貴大
- 桜井麻衣 - 谷村美月
- 大島ハル - 音月桂
- 豊島志津子 - 根岸季衣
- 尾形部長 - 山口いづみ
- 太田忠志 - 永島敏行
- 津守泰一 - 豊原功補
- 日野陽仁、重松収、佐渡山順久、及川規久子、池田良、内藤章、金ヶ谷悦子　ほか

## スタッフ
- 監督：篠原哲雄
- 脚本：江良至、山室有紀子
- 音楽：松永貴志
- 主題歌：にこいち「今日も風が吹く」（バップ）
- 撮影：阪本善尚（J.S.C.）
- 照明：井寺幸二
- 録音：山方浩
- 美術：露木恵美子
- 編集：川瀬功
- 音響効果：柴崎憲治
- キャスティング：杉野剛
- 助監督：吉見拓真、中村大輔、窪田祐介、平館銀河
- タイトル協力：青葉薫
- ロケ協力：淡路島フィルムオフィス、淡路島くにうみ協会、淡路島観光協会、兵庫県淡路県民局、洲本市、淡路市、南あわじ市、淡路ジェノバライン、淡路人形座　ほか
- 特別協賛：イオン、タキイ種苗、ヤンマー、ホームクオリティ、淡路信用金庫、森長組、バーベ急便、ハウス食品、NANEI、農林水産省
- エグゼクティブプロデューサー：北川淳一
- プロデューサー：秋枝正幸、松井晶子
- ラインプロデューサー：清水啓太郎
- 製作：「種まく旅人 くにうみの郷」製作委員会（NANEIエンターテイメント、ハートス、フードディスカバリー、名古屋テレビ放送、藤井電機工業、こどもの笑顔、シティリサーチ、佐藤エンタープライズ、アフレテオ、エネット）
- 制作プロダクション：松竹撮影所
- 配給：松竹